# 03:34 Terremoto en Chile
03:34 Terremoto en Chile és una pel·lícula xilena dirigida per Juan Pablo Ternicier i escrita per Mateo Iribarren que narra tres històries sobre el terratrèmol i posterior tsunami que van afectar Xile l'any 2010.

## Trama
En la pel·lícula es mostren tres històries de persones basades en la vida real, que van resultar afectades pel desastre.

### Primera historia
Tràfic d'Alicia (Andrea Freund), una dona que parteix des de Pichilemu rumb a la devastada localitat de Dichato amb la destrucció total, ja que allí es troben els seus fills (Simón Bagioli i Benjamí Velásquez), els qui estaven passant les vacances amb el seu pare Manuel (Marcelo Alonso).

### Segona història
Es mostra la vivència d'un reu anomenat Raúl (Fernando Gómez-Rovira), que escapa de la presó de Chillán per a traslladar-se a Concepción, ja que la seva filla estava en el col·lapsat edifici Alto Río.

### Tercera història
Es desenvolupa a Dichato, on Ana, Rafael i Felipe (Loreto Aravena, Eduardo Paxeco i Andrés Reyes), qui gaudien del seu últim dia de vacances en una festa, són testimonis del poderós moviment i destrucció total tsunami que arrasa amb el lloc.

## Repartiment
- Andrea Freund com Alicia.
- Fernando Gómez-Rovira com Raúl.
- Loreto Aravena com Ana.
- Marcelo Alonso com Manuel.
- Eduardo Paxeco com Rafael.
- Roberto Farías com Maureira.
- Andrés Reyes com Felipe.
- Gabriela Medina com Abuela Fresia.
- Hugo Medina com Abuelo.
- María Paz Jorquiera com Francisca.
- Berta Lasala com Tatiana.
- Remigio Remedy com Bombero.
- Jorge Alís
- José Luis Bouchon.
- Natalia Aragonese com Daniela.
- Claudio Castellón com Joaquín.
- Ernesto Anacona.
- Julio Fuentes.
- Max Corvalán.
- Mikuay Silva.
- Benjamin Velázquez.
- Simón Bagioli.

## Producció
El rodatge de la cinta, que va durar un mes, va començar el 20 de novembre de 2010 en els mateixos llocs on va ocórrer la tragèdia amb el suport del Consejo Nacional de la Cultura y las Artes i Carabineros de Chile, que van ajudar a registrar les zones afectades. El pressupost del projecte va ser d'1,4 milions de dòlars. Per accelerar la producció, l'etapa de muntatge es va fer durant la filmació. El procés de postproducció va començar les primeres setmanes de 2011. El 50% de les utilitats corresponents a la productora, generades a les sales de cinema xilenes, van ser donades a les escoles de la zona costanera de les regions Del Maule i Del Bío-Bío.
El primer avanç de 03.34 es va difondre per Internet el 17 de gener de 2011. El primer teaser fou revelat a les xarxes socials Facebook i Twitter el 21 de març de 2011, mentre que el pòster final va ser divulgat a través dels mateixos mitjans el 6 d'abril.

## Estrena
Encara que el film seria preestrenado de manera privada en Concepción el 27 de febrer de 2011, just un any després de la catàstrofe, els constants moviments tel·lúrics que van afectar aquesta zona durant febrer van portar als productors a cancel·lar aquesta funció, deixant l'estrena oficial per al dijous 7 d'abril de 2011. No obstant això, l'11 de març de 2011 es va informar a través de la pàgina oficial de 03.34 en Facebook que la data d'estrena tornaria a postergar-se, aquesta vegada per al 21 d'abril, dia en què va començar a exhibir-se en més de cinquanta sales de Xile. res dies abans, el 18 d'abril, es va celebrar la preestrena al Cinemundo de Los Domínicos, a Santiago, esdeveniment al que van assistir diverses autoritats, inclòs el president de Xile Sebastián Piñera. El dimarts 19 d'abril es van celebrar altres tres preestrenes: un al Cinemark del Mall Plaza del Trébol de Concepción, un altre al Cinemark del Mall Plaza Vespucio i el darrer al Cine Huérfanos de Santiago.
El 29 d'abril de 2011, 03:34 va ser presentada al Rapa Nui Film Festival, organitzat a l'Illa de Pasqua, donde obtuvo el Premio del Público. El juliol de 2011, fou exhibida al Festival de Cine Latino de Los Angeles, Estats Units, y a l'octubre va ser mostrada en el Festival Llatí de Finlàndia. El diumenge 4 de març de 2012 a les 22.00, Chilevisión va emetre per primera vegada 03.34 a la televisió oberta de Xile. El 20 de març de 2013 va ser estrenada amb vint-i-cinc còpies al Perú.
A Xile, 03.34 va ser llançada en format DVD al gener de 2012. També va esta disponible al servei video on demand de VTR i Bazuca.com.

## Recepció

### Taquilla
El dia de la seva estrena, dijous 21 d'abril de 2011, 03.34 va ser vista per 12.000 persones. Durant el seu primer cap de setmana, el número d'espectadors va sumar 57.539. Després de sis setmanes en la cartellera xilena, la quantitat va arribar als 181.875.

### Crítica
Després de la seva estrena, 03:34 Terremoto en Chile va recollir crítiques mixtes. L'especialista Wladimyr Valdivia, del lloc web L'altre Cinema, va lloar les actuacions de Roberto Farías i Fernando Gómez-Rovira, però va criticar el ritme narratiu, els diàlegs i la sobreactuació d'alguns personatges secundaris. Christian Ramírez, del diari El Mercurio, va aclamar els efectes especials en les escenes on es recrea el terratrèmol i la decisió dels realitzadors de rodar la pel·lícula en els mateixos llocs de la tragèdia, però va lamentar el nivell desigual del repartiment, els diàlegs i la forçada connexió de les tres històries al final. Gabriela González, del web CineChile, va qüestionar la versemblança de la trama i va criticar el forçat dramatisme del guió, el qual, segons ella, enfangava la capacitat histriònica d'actors com Hugo Medina i Gabriela Medina. També va destacar el desequilibri entre les tres històries, no obstant això, va considerar que la cinta tenia moments commovedors gràcies a les actuacions de Andrea Freund i Fernando Gómez-Rovira. Finalment, va lloar l'ambientació i la utilització de recursos fílmics i sonors per a recrear el moment del sisme. Fernando Olmos, de la revista digital espanyola Culturamas, va destacar la interpretació d'Andrea Freund i va aclamar l'escena del terratrèmol. Carlos Salazar, del diari La Segunda, va opinar que era el terratrèmol qui impulsava la pel·lícula en decaïment dels personatges, als qui va qualificar de «fluixos», no obstant això, va destacar la participació de Roberto Farías. També va reprovar el llibret i va considerar que la fotografia era preciosista, però va aclamar els efectes especials i l'ús del col·lapsat edifici Alto Río, a Concepción, com a escenari.

### Reconeixements
El març de 2012, 03:34 va obtenir el premi a la millor opera prima a la XVIII Mostra de Cinema Llatinoamericà de Catalunya. Al gener de 2012 la pel·lícula va ingressar a l'arxiu de la Biblioteca del Congrés dels Estats Units.